# Catedral de San Juan Bautista (Trnava)

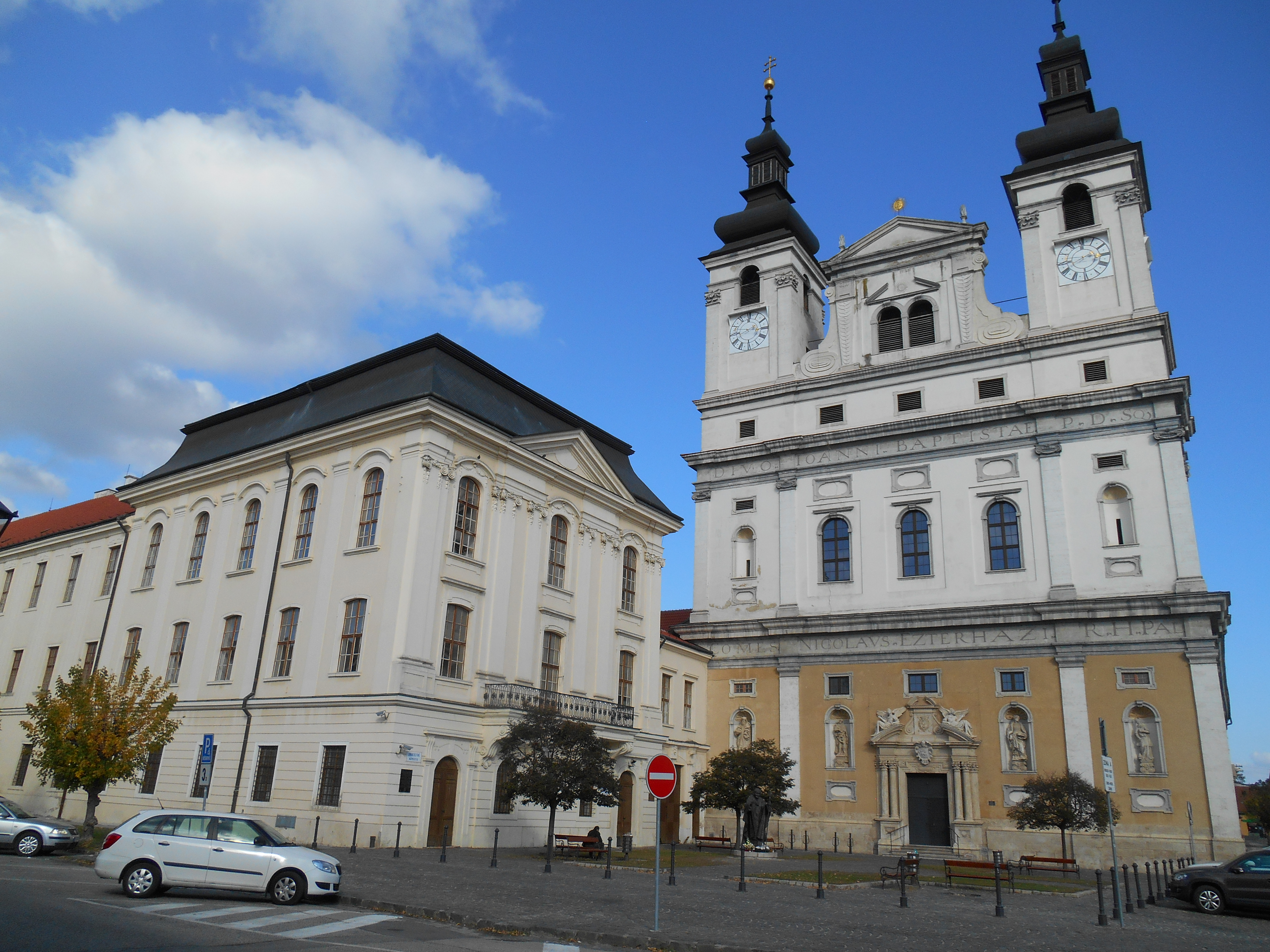
La pequeña plaza de acceso a la catedral

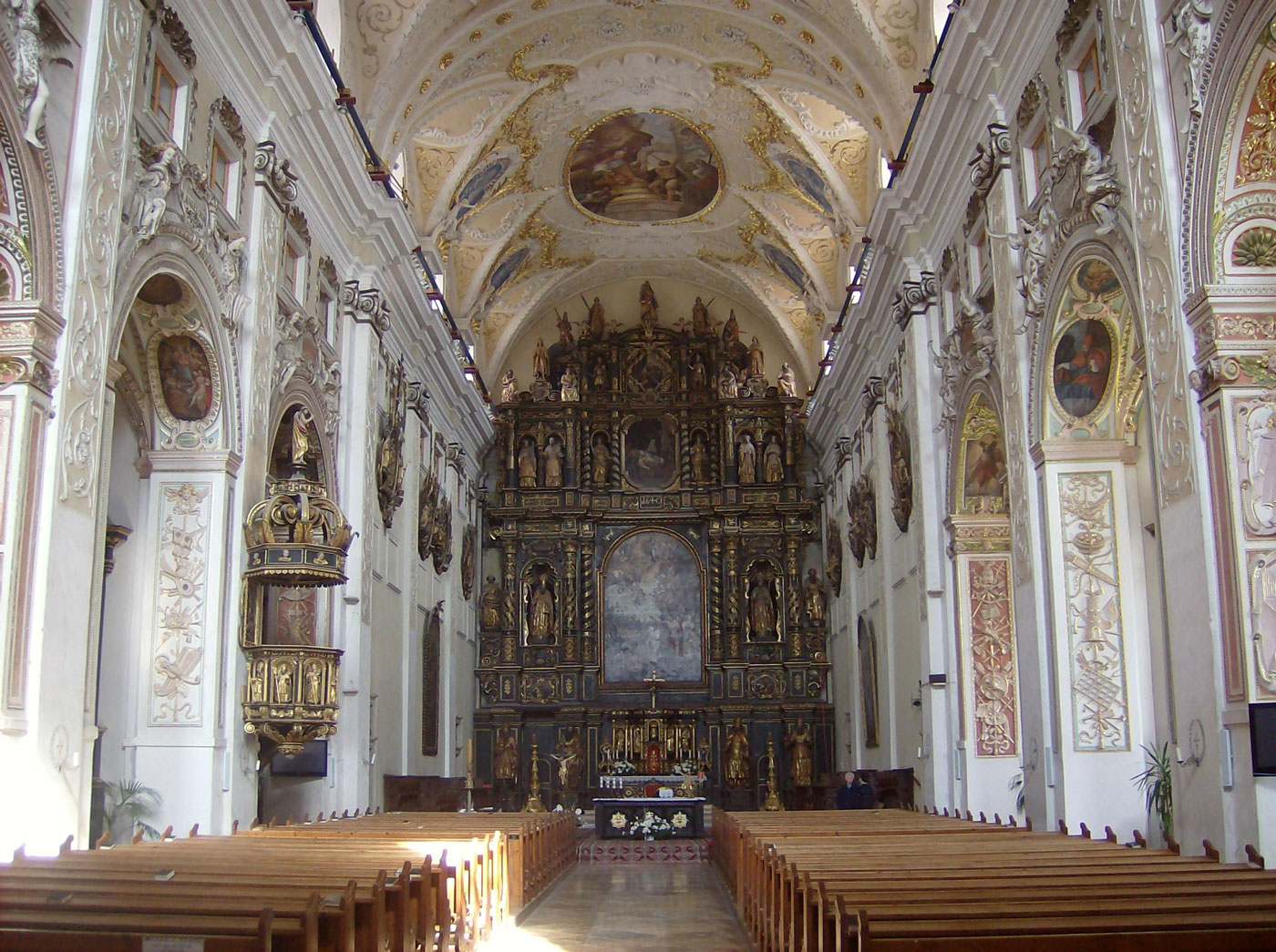
Interior de la nave

La catedral de San Juan Bautista o simplemente catedral de Trnava (en eslovaco: Katedrála sv. Jána Krstiteľa) es un templo católico y uno de los monumentos históricos y religiosos más significativos de Trnava, en Eslovaquia.
La catedral es el primer edificio puramente barroco construida en la actual Eslovaquia. Es parte de un complejo de edificios académicos. El donante de esta catedral, Miklós Esterházy, confió su construcción a los maestros italianos Pietro Antonio y Spazzi en 1629. La catedral todavía sin acabar fue consagrada en 1637.
La catedral, de una sola nave y dos torres, tiene unos 61 m de largo y 28 m de ancho. Por encima de su portal principal hay un escudo con figuras de ángeles sentados y la cresta empedrada que representa a la familia Esterházy.
El interior de la catedral sorprende a un visitante por su masividad y la variedad de pinturas únicas. El área principal tiene bóvedas con lunetos, mientras que en las capillas a ambos lados de la nave se encuentran bóvedas del claustro.
El mayor tesoro de todo el interior es el altar principal colosal que fue terminado en 1640.
En diciembre de 1978 el papa Juan Pablo II estableció la iglesia como catedral de la arquidiócesis de Trnava. El nombre de la archidiócesis fue cambiado en 1995 a archidiócesis de Bratislava-Trnava y en 2008 cambió de nuevo a arquidiócesis de Trnava. El papa Juan Pablo II visitó la catedral el 9 de noviembre de 2003.